# Lista chorążych reprezentacji Bośni i Hercegowiny na igrzyskach olimpijskich
Lista chorążych reprezentacji Bośni i Hercegowiny na igrzyskach olimpijskich – lista zawodników i zawodniczek reprezentacji Bośni i Hercegowiny, którzy podczas ceremonii otwarcia nowożytnych igrzysk olimpijskich nieśli flagę Bośni i Hercegowiny.

## Chronologiczna lista chorążych
| Lp. | Rok i miejsce        | Chorąży               | Dyscyplina            |
| --- | -------------------- | --------------------- | --------------------- |
| 1   | 1992, Barcelona      | Zlatan Saračević      | Lekkoatletyka         |
| 2   | 1994, Lillehammer    | Bekim Babić           | Biegi narciarskie     |
| 3   | 1996, Atlanta        | Islam Ðugum           | Lekkoatletyka         |
| 4   | 1998, Nagano         | Mario Franjić         | Bobsleje              |
| 5   | 2000, Sydney         | Elvir Krehmić         | Lekkoatletyka         |
| 6   | 2002, Salt Lake City | Enis Bećirbegović     | Narciarstwo alpejskie |
| 7   | 2004, Ateny          | Nedžad Fazlija        | Strzelectwo           |
| 8   | 2006, Turyn          | Aleksandra Vasiljević | Biathlon              |
| 9   | 2008, Pekin          | Amel Mekić            | Judo                  |
| 10  | 2010, Vancouver      | Žana Novaković        | Narciarstwo alpejskie |
| 11  | 2012, Londyn         | Amel Mekić            | Judo                  |
| 11  | 2014, Soczi          | Žana Novaković        | Narciarstwo alpejskie |
| 12  | 2016, Rio            | Amel Tuka             | Lekkoatletyka         |
| 13  | 2018, Pjongczang     | Elvedina Muzaferija   | Narciarstwo alpejskie |
| 14  | 2020, Tokio          | Larisa Cerić          | Judo                  |
| 14  | 2020, Tokio          | Amel Tuka             | Lekkoatletyka         |